# ヴォイシズ
ヴォイシズ（Voices）は、ヴァンゲリスが1995年に発表したアルバム。

## 収録曲
1. ヴォイシズ - Voices (7:00)
2. エコーズ - Echoes (8:20)
3. カム・トゥ・ミー - Come To Me (4:40)
4. P.S. (2:05)
5. アスク・ザ・マウンテン - Ask The Mountains (7:55)
6. プレリュード - Prelude (4:24)
7. ルーズィング・スリープ（スティル・マイ・ハート） - Losing Sleep (Still, My Heart) (6:41)
8. メッセージ  - Messages (7:30)
9. ドリーム・イン・アン・オープン・プレイス - Dream In An Open Place (5:50)

※ 8.は同じ日本語曲名の「メッセージ」（アルバム『ダイレクト』収録。原題:Message）とは別の曲。

## 概要
『シティ』以来5年ぶりのオリジナル・アルバム。
題名が示す通り、以下に記載した複数のボーカリスト/コーラスが参加している。
- Athens Opera Company - ヴォイシズ
- Caroline Lavelle - カム・トゥ・ミー
- Stina Nordenstam - アスク・ザ・マウンテン
- Paul Young - ルーズィング・スリープ(スティル・マイ・ハート)

※ ポール・ヤングとは別人。

### CDシングル
本アルバムの発売に合わせて、次の12cmCDシングルが欧州（Made in Germany）で発売された。
- Voices (EW007CD 0630-12494-2)

1. Voices (5:09)
2. Voices II (Echoes) (8:37)
3. Voices III (2:07)

※ 3.はアルバム4曲目の「P.S.」。アルバムでは3曲とも境目で前後の曲と相互に干渉（オーバーラップ）しているが、CDシングルでは相互干渉なしで収録されている。
- Voices (0630-12495-9)

1. Voices (5:09)
2. Voices II (Echoes) (8:37)

※ EW007CDと同様、相互干渉なしで収録。
- Ask the Mountains (EW031CD 0630-14109-2) ※ Vangelis with Stina Nordenstam 名義

1. Ask the Mountains (Single Version) (5:51)
2. Slow Piece (4:50)
3. Ask the Mountains (Extended Version) (8:10)

※ アルバムと異なり、相互干渉なしで収録。2.はアルバム未収録曲。
- Ask the Mountains (EW031CDDJ) ※ 名義はEW031CDに同じ。本シングルは非売品(Promotional Use Only)。

1. Ask the Mountains (Radio Edit) (3:46)
2. Slow Piece (4:50)

※ 前同。